# Веллер, Ронни
Ро́нни Ве́ллер (нем. Ronny Weller; родился 22 июля 1969 года в Эльснице, ГДР) — немецкий тяжелоатлет, который выступал за ГДР, а затем за воссоединившуюся Германию.
В 1990-х годах он трижды был чемпионом мира и установил 7 мировых рекордов. Веллер пять раз участвовал в Олимпийских играх, выиграл четыре медали. На летних Олимпийских играх 2004 года в Афинах получил травму во время выполнения рывка и выбыл из борьбы.
Ронни Веллер и его товарищ по команде Инго Штайнхёфель (англ. Ingo Steinhöfel) стали вторыми тяжелоатлетами, принявшими участие в пяти Олимпиадах. Первым был венгерский спортсмен Имре Фёльди с 1960 по 1976 годы.

## Личные рекорды
- Рывок: 205.0 кг. — весовая категория до 110 кг. — соревнования в Форт-Лодердейле 1989[1].
- Рывок: 210.0 кг — весовая категория свыше 105 кг.
- Толчок: 260.0 кг — весовая категории свыше 105 кг. — Чемпионат Европы по тяжёлой атлетике 1998
- Двоеборье: 467.5 кг (210.0 + 257.5) — весовая категория свыше 105 кг. — Летние Олимпийские игры 2000[2].